# Dieter Maiwert
Dieter Maiwert (* 3. Februar 1958 in Dorsten; † 16. März 2025) war ein deutscher Koch.

## Werdegang
Nach der Ausbildung in Sonthofen wechselte Maiwert 1977 zum Restaurant Pfeffermühle. 1981 machte er eine zweite Ausbildung zum Chemiker.
1984 wurde er Küchenchef im Restaurant Schute Marina in Emmerich am Rhein. Ab 1986 wechselte er zu Humphrey's Bogärtchen in München, 1990 zum Bichlwirt in Rottach-Egern.
1994 pachtete er den Patrizierhof in Wolfratshausen, der 1995 mit einem Michelinstern ausgezeichnet wurde. Ab 2004 kochte er in der Fährhütte am Tegernsee in Bad Wiessee. 2005 öffnete er Maiwerts Fährhütte in Rottach-Egern.
Sein Restaurant Maiwerts wurde von 2014 bis 2017 mit einem Michelinstern ausgezeichnet. 2017 wechselte Maiwert zur Villa Herzog in Dresden. 2019 kam er nach Rottach-Egern zurück und eröffnete Maiwerts Hütte am Golfplatz.
Im Juni 2024 öffnete er mit Frank Heppner das Restaurant Au Lac 51 in Rottach-Egern.

## Auszeichnungen
- 1995–2004: Ein Michelinstern für den Patrizierhof in Wolfratshausen
- 2014–2017: Ein Michelinstern für das Restaurant Maiwerts in Rottach-Egern